# Elian Dimitrow
Elian Wesselinow Dimitrow (bulgarisch Елиан Веселинов Димитров; * 2. Juni 1991 in Burgas) ist ein bulgarischer Boxer im Leichtgewicht.

## Karriere
Elian Dimitrow war Teilnehmer der Kadetten-Europameisterschaften 2006 in Tirana und der Jugend-Europameisterschaften 2009 in Stettin, zudem bestritt er in der regulären Saison 2010/11 zwei Kämpfe für das Team Memphis Force in der World Series of Boxing. 2012 unterlag er bei der europäischen Olympiaqualifikation in Trabzon gegen Wasgen Safarjanz.
2013 und 2014 wurde er bulgarischer Meister, nahm an den Weltmeisterschaften 2013 in Almaty (Niederlage gegen Luis Arcón) und den EU-Meisterschaften 2014 in Sofia (Niederlage gegen Otar Eranossian) teil. 
2015 erreichte er nach Viertelfinalniederlage gegen Albert Selimow den fünften Platz bei den Europaspielen in Baku sowie nach Halbfinalniederlage gegen Otar Eranossian einen dritten Platz bei den Europameisterschaften in Samokow. Im zweiten Kampf der EM hatte er Bashir Hassan besiegt. Mit diesem Erfolg konnte er an den Weltmeisterschaften 2015 in Doha teilnehmen, wo er gegen Sofiane Oumiha ausschied.
Bei den Olympia-Qualifikationsturnieren 2016 in Samsun und Baku scheiterte er jeweils frühzeitig gegen Volkan Gökçek und Michael Alexander. Bei den Europameisterschaften 2017 in Charkiw unterlag er im ersten Kampf gegen Karen Tonakanyan mit 2:3.